# Giuseppe Mantica

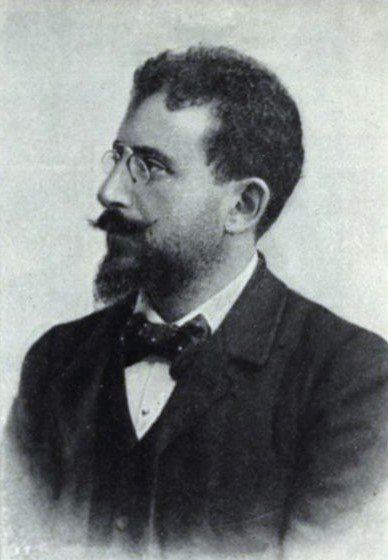
Giuseppe Mantica

Giuseppe Mantica, född den 29 juni 1865 i Reggio Calabria, död den 25 juni 1907 i Ariccia, var en italiensk författare, kritiker och litteratör.
I Nordisk familjebok skiver Holger Nyblom att Mantica "som litteraturkritiker utvecklade goda egenskaper af sund och frisk omdömesförmåga i spirituell och behaglig stil". Av hans skönlitterära arbeten kan nämnas Scanderbeg, poema projano (1886), La coda della gatta (1893), diktsamlingarna A me i bimbi (1893) och Rime gaie (1894), Il cece (berättelser för barn, 1898) samt novellsamlingarna Figurinaio (1900) och Di passaggio (1903). Det historiska dramat Peggio di Giuda (1904) behandlar Ferdinand I av Bägge Sicilierna. Mantica översatte från Schiller, Heine och Platen.